# 7COLORS (高橋克典のアルバム)
『7COLORS』（セブンカラーズ）は1996年4月1日に発売された高橋克典のベスト・アルバム。

## 解説
充実した俳優活動を続けている高橋の唯一のミニ・ベスト・アルバム。「HEARTBEAT CITYつき抜けて」「Believe Me」2曲は未収録だが「一秒の誤ち」カップリング曲「ONE WAY」を収録。

## 批評
CDジャーナルは「サウンドはありがちなものなのだが、声に妙な情念を含んでいる人なので、ルックスとの相乗効果で確固たる存在感を放っている」と評した。

## 収録曲
1. 君のKissしか欲しくない
作詞：康珍化　作曲：伊秩弘将　編曲：松本晃彦
2. UNBALANCE
作詞：松井五郎　作曲：MASAKI　編曲：PRIMITIVER
3. ONE WAY
作詞：高橋克典　作曲：Warren Harry　編曲：和泉常寛
4. 逆光線に打ち抜かれて
作詞：高橋克典　作曲：高橋克典・佐藤宣彦　編曲：佐藤宣彦
5. もう君は誰のものでもない
作詞：松井五郎　作曲・編曲：後藤次利
6. 一秒の誤ち
作詞：みかみ麗緒・高橋克典　作曲：高橋克典・月光恵亮　編曲：和泉常寛
7. 抱きしめたい
作詞・作曲：高橋克典　編曲：佐藤宣彦

## レコーディング参加
- 神長弘一 - ギター
- 後藤次利 - ベース
- 関雅夫 - ベース
- 小森啓資 - ドラム
- 松浦晃久 - キーボード
- 和泉常寛 - キーボード
- 松本晃彦 - キーボード
- 松葉美穂 - コーラス